# Libera (album Anna Tatangelo)
Libera è il sesto album in studio della cantante italiana Anna Tatangelo, pubblicato il 12 febbraio 2015 dalla Sony Music.

## Descrizione
Il disco, prodotto principalmente da Kekko Silvestre dei Modà e da Gigi D'Alessio, è stato pubblicato il 12 febbraio 2015 in concomitanza con la partecipazione dell'artista al Festival di Sanremo 2015 con il brano Libera, anch'esso pubblicato nella stessa data. Nell'album è stata inserita anche la cover di Dio, come ti amo, eseguita dalla Tatangelo durante la terza serata del Festival.

## Promozione
Nei mesi precedenti l'uscita dell'album, sono stati pubblicati tre singoli che ne hanno anticipato la pubblicazione: Occhio x occhio il 22 marzo 2013, Senza dire che il 14 marzo 2014 e Muchacha il 4 luglio 2014. Successivamente sono stati estratti dall'album altri due singoli: Inafferrabile il 29 maggio 2015 e Gocce di cristallo il 20 novembre 2015.
A promuovere il disco è stato anche il Libera Live 2015, tournée cominciata il 28 aprile da Liveri per concludersi a settembre e rappresenta il tour estivo dove la cantante riempirà le migliori piazze italiane.

## Tracce
1. Libera – 3:43 (Francesco Silvestre, Enrico Palmosi)
2. Gocce di cristallo – 3:18 (Valerio Carboni, Emiliano Cecere, Marco Ciappelli, Oscar Angiuli)
3. Ieri – 3:27 (Gigi D'Alessio)
4. Inafferrabile – 3:38 (Federica Camba, Daniele Coro)
5. Tu non cambiare mai – 3:42 (Federica Camba, Daniele Coro)
6. Sei – 4:00 (Mauro Spennillo, Antonio De Carmine, Rosario Morisco)
7. Che ora è – 3:21 (Marco Ciappelli, Debora Vezzani, Fabio Barnaba)
8. Non volevo niente – 3:25 (Federica Camba, Daniele Coro)
9. Ed io ti amavo – 3:54 (Fabrizio Berlincioni, L. A.Rosini)
10. Muchacha – 3:02 (Francesco Silvestre)
11. Vento di settembre – 3:07 (Federica Abbate, Daniele Stefani)
12. Senza dire che – 3:12 (Francesco Silvestre)
13. Dio come ti amo – 3:15 (Domenico Modugno)
14. Occhio per occhio – 3:42 (Gigi D'Alessio, Ettore Grenci, Adriano Pennino)

## Formazione
- Anna Tatangelo – voce
- Roberto D'Aquino – basso
- Alfredo Golino – batteria
- Adriano Pennino – tastiera
- Maurizio Fiordiliso – chitarra
- Lele Melotti – batteria (tracce 1, 10)
- Adriano Martino – chitarra classica (traccia 13)
- Arnaldo Vacca – percussioni (traccia 13)
- Michael Thompson – chitarra (traccia 1)
- Claudia Arvati, Fabrizio Palma, Rossella Ruini – cori

## Classifiche
| Classifica (2015) | Posizione massima |
| ----------------- | ----------------- |
| Italia            | 19                |